# S/2009 S 1
S/2009 S 1 är en av Saturnus månar. Den upptäcktes 26 juli 2009.
S/2009 S 1 är 0,4 kilometer i diameter och har ett genomsnittligt avstånd på 117 000 kilometer från Saturnus.
S/2009 S 1 har ännu inte fått något officiellt namn.